# カーディオディクティオン
カーディオディクティオン（Cardiodictyon）は、約5億年前のカンブリア紀に生息した葉足動物の一属。たくさんのアーチ状の甲皮と脚をもつ、中国の澄江動物群で見つかった Cardiodictyon catenulum という1種のみによって知られる。

## 名称
学名「Cardiodictyon」はギリシャ語の「kardia」（心）と「dictyon」（網）の合成語。模式種（タイプ種）の種小名「catenulum」はラテン語の「catenula」（小さな鎖）に由来し、一連の甲皮の並び方に因んで名付けられた。中国語は「心網蟲」（簡体字：心网虫、模式種は「鏈狀心網蟲/链状心网虫」）と呼ぶ。

## 形態

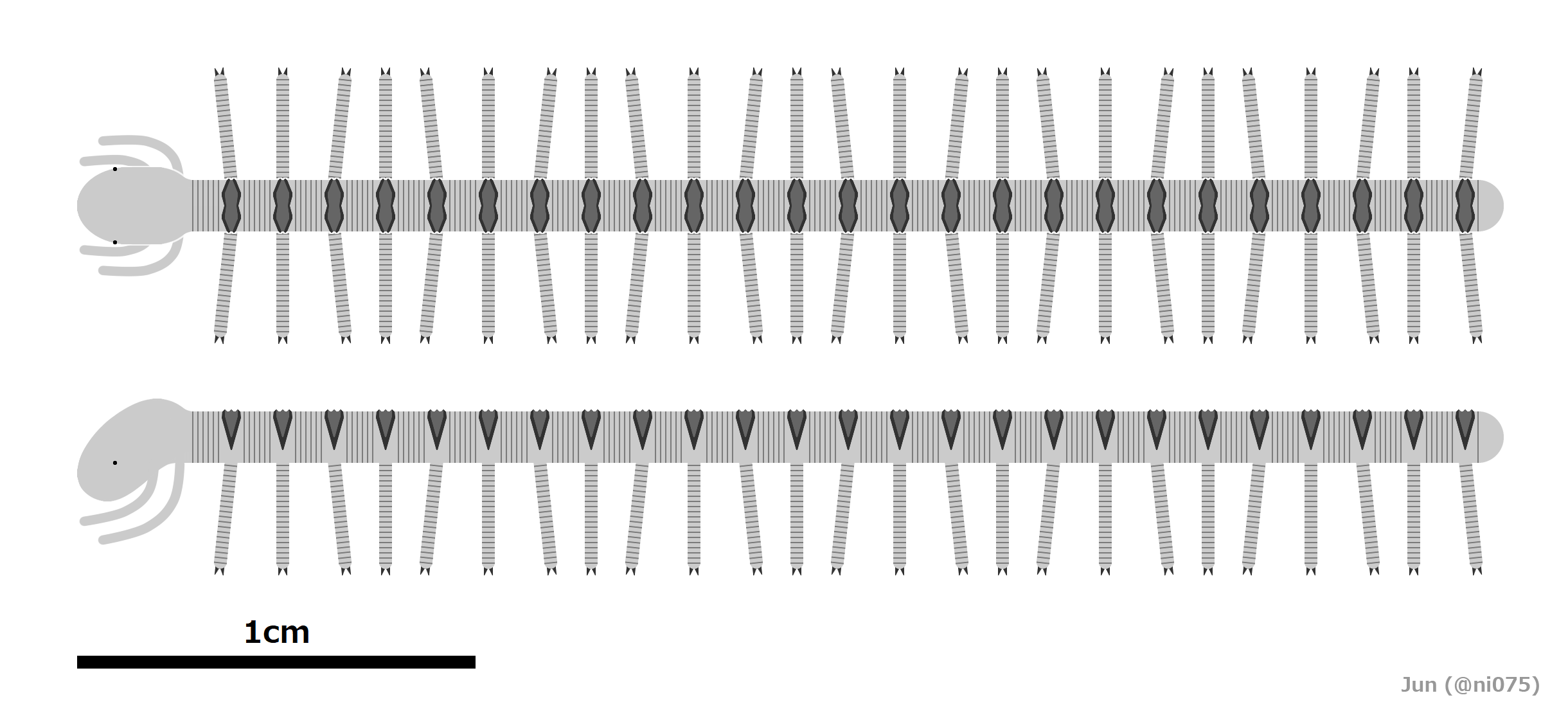
カーディオディクティオンの全身復元図

体長約3cm。丸い頭部の左右には1対の単眼、腹面には触手状に特化した2対の付属肢（葉足 lobopod）をもつ。残りの長い胴部は25節の同規的な胴節が含まれ、これは知られる葉足動物の胴節数の中では最多である。各胴節の背面には甲皮（sclerite）、両腹面には1対の葉足（脚）をもち、胴節の間は環形の筋（annulation）に分かれる。ヒマワリの種の形に似た左右1対の甲皮は背側に向けて癒合しており、1枚のアーチ状の構造体をなしている。甲皮は縁に沿って反り上げて、鞍のように凹凸している。各胴節の細長い脚は環形の筋に分かれ、それぞれの先端は1対の鉤爪のみをもつ。

## 分類
多くの葉足動物と同様、汎節足動物におけるカーディオディクティオンの系統的位置は不確実で、系統解析によっては有爪動物の初期系統（ステムグループ）に含まれる、もしくは独立した別系統の汎節足動物とされる。一部の系統解析では、本属はハルキゲニアやタナヒタなどに類縁とされ、共にハルキゲニア科（Hallucigenidae、ハルキゲニア類）に分類される。